# Список египетских богов
Список древнеегипетских богов — список сверхъестественных существ пантеона древних египтян, в который включены боги, богини, обожествлённые понятия, чудовища, основные символы и фетиши древнеегипетской религии. Для удобства список разбит на несколько таблиц.

## Местные и общеегипетские божества
К местным богам относились божества локальные, связанные с определённой местностью, они имелись не только у областей-номов или их главных городов, но присутствовали во всех более или менее значительных населённых пунктах и местностях. Культы местных божеств зародились с доисторической древности в форме тотемизма, и существовали в Древнем Египте на протяжении тысячелетий, исчезнув вместе с исчезновением древнеегипетской религии. Претерпевая со временем существенные изменения (очеловечивание исконных тотемистических и фетишистских представлений), они оставались для подавляющей массы жителей данной местности определяющим культом, порождая исконно местный религиозный сепаратизм.

«От бога, почитаемого в городе, зависит жизнь и смерть жителей города. Нечестивец, уходящий на чужбину, отдаёт себя в руки врага»,
— папирус Инсингер (I в. н.э.)
Общие признаки местных культов (по М. А. Коростовцеву):
1. Древнейший местный тотемизм превратился в культ местного бога либо явленного в образе животного, либо антропоморфного, часто с наличием зооморфных элементов.
2. Местный бог очень рано становится центральной фигурой складывающихся о нём мифов, возникают циклы местной мифологии.
3. Местный бог — демиург, творец богов и мира, он выше всех других богов.
4. Вокруг бога местного центра группируются боги населённых пунктов, подчинённых этому местному центру. Небесная иерархия отражает земную, реальную. Особенно распространены группировки в виде триады: бог-отец, богиня-мать, бог-сын, но существовали и более многочисленные — Гермопольская Огдоада (восьмёрка), Гелиопольская Эннеада (девятка).

Практически все общеегипетские боги вышли из местных божеств отдельных областей-номов, когда их культ, по тем или иным причинам, стал повсеместным и, иногда, государственным. К ним относятся божества космогонических мифов, абстрактных понятий и боги, упоминаемые в мифологических и иных текстах.

## Мифологические сущности египетского пантеона
В список включены боги, богини, обожествлённые понятия, части человеческой (и божественной) сущности, чудовища, основные символы и фетиши древнеегипетской религии.
|                                                       |
| Список по алфавиту: А Б Г Д И К М Н О П Р С Т У Х Ш Я |

| Имя, воплощения и отождествления | Время почитания и значимость | Центры культа | Категория                                                                           | Функции | Описание, священное животное, атрибут |
| | | |                                                                                     | | |
| А | | |                                                                                     | | |
| Акер (множ. ч. — акеру) был воплощением: 1) ба бога Геба 2) во множ. числе: духов земли — змей | известен со Старого царства: второстепенное общеегипетское божество                                                                         | не было | 1) хтоническое божество 2) погребальный культ                                       | 1) бог земли 2) покровитель мёртвых, страж ворот в дуат, страж восхода и заката солнца 3) помощник Ра в борьбе с Апопом 4) бог-защитник людей | 1) два льва (иногда сфинкса), сидящие спинами друг к другу и смотрящие на восток и запад, между ними — знаки горизонта и солнца (т. н. образ «Рути») 2) узкая полоса земли с головами людей (или львов) на конце                                                                |
| Амат отождествление: Сехмет, Таурт | не считалась божеством и её культ отсутствовал                                                                                              | не было | чудовище                                                                            | обитало в Дуате, в огненном озере, и пожирало грешников, не прошедших испытание судом Осириса | чудовище с туловищем и передними ногами львицы, задними ногами бегемота (иногда львицы) и головой крокодила (иногда собаки) |
| Амаунет отождествление: Мут | известная со Старого царства: местная богиня, постепенно ставшая общеегипетской, замещена Мут                                               | • Гермополь Великий | космогоническое божество                                                            | 1) абстрактная богиня-демиург, её мужская ипостась — Амон, вместе с ним отождествляла стихийное первоначало — «сокрытое», «невидимое» («Великая Восьмёрка») 2) позже как супруга Амона                                                              | женщина с головой змеи (иногда в человеческом обличии) |
| Аментет отождествление: Исида, Мут, Нейт, Нут, Хатхор | известная со Старого царства: местная богиня, постепенно ставшая общеегипетской Новое царство: слияние с культом Хатхор                     | • Абидос • Мемфис • Фивы | погребальный культ                                                                  | 1) богиня западной пустыни 2) богиня запада (царства мёртвых), покровительствовала умершим, встречая их в Дуате и провожая на поля Иалу | женщина с иероглифом «аментет» («запад») на голове (изображалась с протянутыми к умершим в приветственном жесте руками, встречая их в стране мёртвых) |
| АмонАммон отождествления: Бухис, Мин, Монту, Нун, Птах, Ра, Себек, Хапи, Хепри, Хнум, Хор, греч. Зевс, Серапис, рим. Юпитер ипостаси: Амон Ливийский Амон Напатский Амон Фиванский боги слияния культов: Амон-Ра Амон-Ра-Монту Амон-Ра-Харахути Амон-Хапи Мин-Амон | Старое царство: зарождение культа (3-и гипотезы)                                                                                            | • Гермополь Великий | космогоническое божество                                                            | абстрактный бог-демиург, его женская ипостась — Амаунет, вместе с ней обожествлял стихийное первоначало — «сокрытое», «невидимое» («Великая Восьмёрка»)                                                                                             | мужчина с головой лягушки |
| АмонАммон отождествления: Бухис, Мин, Монту, Нун, Птах, Ра, Себек, Хапи, Хепри, Хнум, Хор, греч. Зевс, Серапис, рим. Юпитер ипостаси: Амон Ливийский Амон Напатский Амон Фиванский боги слияния культов: Амон-Ра Амон-Ра-Монту Амон-Ра-Харахути Амон-Хапи Мин-Амон | Старое царство: зарождение культа (3-и гипотезы)                                                                                            | • Коптос • Фивы | 1) бог природы 2) солярное божество                                                 | первоначально, возможно, бог воздуха (ветра), позднее бог солнца, покровитель города Фивы («Фиванская Триада») | человек, увенчанный короной с двумя высокими перьями (иногда и солнечным диском), также мог изображаться в облике барана или человека с головой барана свящ. животное: баран, гусь                                                                                              |
| АмонАммон отождествления: Бухис, Мин, Монту, Нун, Птах, Ра, Себек, Хапи, Хепри, Хнум, Хор, греч. Зевс, Серапис, рим. Юпитер ипостаси: Амон Ливийский Амон Напатский Амон Фиванский боги слияния культов: Амон-Ра Амон-Ра-Монту Амон-Ра-Харахути Амон-Хапи Мин-Амон | Среднее царство: местный бог, происходило постепенное распространение и возвышение его культа                                               | • Фивы | 1) бог природы 2) солярное божество                                                 | первоначально, возможно, бог воздуха (ветра), позднее бог солнца, покровитель города Фивы («Фиванская Триада») | человек, увенчанный короной с двумя высокими перьями (иногда и солнечным диском), также мог изображаться в облике барана или человека с головой барана свящ. животное: баран, гусь                                                                                              |
| АмонАммон отождествления: Бухис, Мин, Монту, Нун, Птах, Ра, Себек, Хапи, Хепри, Хнум, Хор, греч. Зевс, Серапис, рим. Юпитер ипостаси: Амон Ливийский Амон Напатский Амон Фиванский боги слияния культов: Амон-Ра Амон-Ра-Монту Амон-Ра-Харахути Амон-Хапи Мин-Амон | Новое царство (с XVIII династии): общеегипетский бог, культ постепенно вытеснен Исидой и Осирисом к началу н. э.                            | • Фивы | 1) космогоническое божество 2) бог государства                                      | глава пантеона, демиург, считалось, что в нём существуют все боги, люди, предметы («Девятка Ипет-Исут», «Великая Девятка Иуну») | человек, увенчанный короной с двумя высокими перьями (иногда и солнечным диском), также мог изображаться в облике барана или человека с головой барана свящ. животное: баран, гусь                                                                                              |
| Амсет | древнейшее второстепенное общеегипетское божество                                                                                           | | 1) астральное божество 2) погребальный культ (свита Осириса)                        | 1) первоначально один из богов-звёзд созвездия «Бедро коровы» 2) охранял и сопровождал умершего, участвовал в бальзамировании, соответствовал канопу, в который помещалась печень умершего 3) выражал одну из сущностей человека — ка («Дети Хора») | единственный из детей Хора имел полностью человеческий облик |
| Анеджти | Додинастический период и Раннее царство: местное божество, позже вытесненное Осирисом                                                       | - Бусирис |                                                                                     | | Изображался в виде мужчины с двумя перьями на голове, стоящего на знаке нома символ: джед Уже в Древнем царстве атрибуты были перенесены на Осириса. |
| Анти | | |                                                                                     | Бог- лодочник | |
| Анубис (Инпу) | местное божество, очень быстро ставшее общеегипетским, почитался на протяжении всей истории Древнего Египта                                 | - Кинополь - Асьют - Дэйр-Рифа - Летополь - Мемфис - Хардай                                                                                | погребальный культ (свита Осириса)                                                  | бог-психопомп, страж некрополей, изобретатель бальзамирования | семья: сын Осириса и Нефтиды, отец Кебхут обличья: мужчина с головой собаки (шакала), чёрный пёс. священное животное: чёрный пёс, шакал, волк атрибуты: крест анкх, жезл уас, пальмовый лист, в облике собаки имеет красное ожерелье-ошейник.                                   |
| Анукет | местная богиня, со временем ставшая общеегипетской                                                                                          | • Верхний Египет, • Нубийские пустыни, • остров Элефантин, • Асуан                                                                         |                                                                                     | богиня-покровительница I порога Нила и его разливов, | семья: дочь Хнума и Сатис обличья: газель, женщина в тиаре из папируса |
| АнхурОнурис отождествления: Хор, Шу, греч. Аполлон, Арес, рим. Марс | известный со Старого царства: местный бог, постепенно ставший общеегипетским                                                                | • Тинис | 1) этиологическое божество 2) космогоническое божество                              | 1) бог охоты 2) бог войны 3) бог-демиург (только в Тинисе) 4) помогает Ра в борьбе с Апопом и Хору Бехдетскому в борьбе с Сетом | юноша, облачённый в тунику, с поднятой вверх правой рукой, и в короне из двух или четырёх соколиных перьев |
| Апис — см. Хеп | | |                                                                                     | | |
| АпопАпофис (от др.-греч. Ἄπωφις) | культ отсутствовал | культовые центры отсутствовали |                                                                                     | олицетворение зла и мрака, извечный враг Ра, обитает в глубине земли, возле подземного Нила, где каждую ночь происходит его борьба с Ра; позже начали сближаться с Сетом                                                                            | обличья: огромный змей |
| Атон отождествления: все солнечные боги являлся ипостасью: Атума, Ра | известная со Среднего царства: ипостась солнечных богов период Нового царства: во время правления Эхнатона общеегипетский бог               | • Ахетатон | 1) солярное божество 2) Атон                                                        | 1) первоначально был олицетворением солнечного диска, позже — бог солнца 2) на короткий период объявлен главным богом. | солнечный диск с лучами (иногда увенчаный уреем), на концах которых — ладони, держащие знаки анх |
| Атум отождествления: Апис, Птах, Ра, Хепри боги слияния культов: Апис-Атум Атум-Хепри Ра-Атум | местный бог, постепенно ставший общеегипетским, вытеснен Ра                                                                                 | • Гелиополь | космогоническое + солярное божество                                                 | бог вечернего солнца, демиург («Великая Девятка Иуну») | человек (часто старик) в одеждах фараона, увенчанный двойной короной Верхнего и Нижнего Египта священное животное: бык, змей, ихневмон, лев, обезьяна, ящер |
| Аш | местный бог, со временем вытесненный другими богами                                                                                         | • Ливия | архаическое божество                                                                | бог-покровитель Ливийской пустыни | священное животное: сокол обличья: человек с головой сокола и торчащим на ней пером |
| Ах (множ. ч. — Аху) | известен со Старого царства: общеегипетский термин                                                                                          | | 1) элемент сущности человека 2) во множ. числе: низшие божества, у коптов — демоны. | 1) загробное воплощение богов и фараонов, с периода Среднего царства — каждого человека 2) посредники между богами и людьми | ибис |
| Б | | |                                                                                     | | |
| Ба | известен со Старого царства: общеегипетский термин                                                                                          | | элемент сущности человека                                                           | 1) совокупность чувств и эмоций человека 2) путешествует по сновидениям 3) после смерти предстаёт перед судом Осириса | птица с головой, иногда и руками, человека |
| БанебджедетМендес отождествления: Осирис, Птах, греч. Пан, рим. Фавн был воплощением: 1) ба четырёх солнечных богов 2) ба Осириса (эксклюзивное упоминание) | местное божество | • Мендес. |                                                                                     | 1) ба и владыка города Мендес (или ба владыки города Мендеса) 2) часто выступал ипостасью других богов | четырёхглавый баран (иногда мужчина с четырьмя бараньими головами или в виде человека) |
| Бастет отождествления: греч. Артемида, Афродита, рим. Диана, Венера | известна со Среднего царства: местная богиня, постепенно ставшая общеегипетской                                                             | • Бубастис • Мемфис • Гелиополь • Фивы • Леонтополь                                                                                        |                                                                                     | богиня радости, веселья, любви и женской красоты, плодородия и домашнего очага | семья: дочь Ра и Хатор, жена Беса, мать Маахеса обличья: женщина с головой кошки или львицы, сидящая кошка атрибуты: систр, эгида, на сгибе левой руки висит корзина свящ. животное: кошка, львица                                                                              |
| Бата | архаическое местное божество, имеющее как мужской, так и женский образ (богиня Бат). Последняя в Новом царстве замещена Хатхор.             | Бата: - Кинополь Бат: - Диосполис Микра |                                                                                     | Бат — воплощение Млечного Пути | семья: брат Баты — Анубис обличья: Бата — бык, Бат — систр с женской головой, имеющей коровьи рога и уши священное животное: бык, корова |
| Бенну отождествления: греч. Феникс | мифологическая птица | | солярный культ                                                                      | ба солнечного бога, символ возрождения, либо первое живое существо, появившееся на сотворённом холме суши | серая, голубая или белая цапля, иногда жёлтая трясогузка или орёл, редко — человек с головой цапли |
| Бес | общеегипетское собирательное божество, после начала Нового царства объединившее множество мелких местных божеств со схожими функциями       | не имел культовых центров, но почитался во всём Египте в доме семьи                                                                        |                                                                                     | божество веселья и удачи, защитник от злых духов, покровитель домашнего очага, защитник бедняков, детей и стариков | семья: жена Бэсит, также была его женским воплощением обличья: веселый карлик в набедренной повязке или без неё, с бородой и причёской, похожими на львиную гриву, иногда с львиным хвостом, корчащий рожи злым духам                                                           |
| БехБухис отождествления: Амон-Ра-Монту, Мневис, Монту был воплощением: Монту | местный бог-бык, культ которого постепенно стал общеегипетским в греко-рим. период: наибольший расцвет почитания                            | • Гермонтис |                                                                                     | воплощение бога Монту | бык чёрно-белой масти (иногда красновато-коричневый) увенчанный короной с двумя высокими перьями и солнечным диском животное-воплощение: белый бык с особыми чёрными отметинами                                                                                                 |
| Бухис см. Бех | | |                                                                                     | | |
| Г | | |                                                                                     | | |
| Геб отождествление: греч. Кронос, рим. Сатурн его воплощение: ба Хнум | известен со Старого царства: общеегипетский бог                                                                                             | • Гелиополь | хтоническое + космогоническое божество + погребальный культ                         | 1) бог земли («Великая Девятка Иуну») 2) божественный правитель Египта 3) принимал участие в суде Осириса | человек, увенчанный короной Нижнего или Верхнего Египта (иногда на голове помещали утку, так как иероглиф означающий Геба — утка) |
| Герех {{{2}}} | известный со Старого царства:местный бог | • Эль-Харга | космогоническое божество                                                            | абстрактный бог-демиург, его женская ипостась — Герехт, вместе с ней отождествлял стихийное первоначало — «отсутствие» и «ночь»; относился к отрицательным силам хаоса, в противовес Великой Восьмерке.                                             | мужчина с головой лягушки (иногда в человеческом обличии) |
| Гор — см. Хор | | |                                                                                     | | |
| Д | | |                                                                                     | | |
| Дуамутеф | древнейшее второстепенное общеегипетское божество                                                                                           | | 1) астральное божество 2) погребальный культ (свита Осириса)                        | 1) первоначально один из богов-звёзд созвездия «Бедро коровы» 2) охранял и сопровождал умершего, участвовал в бальзамировании, соответствовал канопе, в которой помещался желудок умершего 3) выражал одну из сущностей человека — ба («Дети Хора») | имел облик с головой шакала |
| И | | |                                                                                     | | |
| Имхотеп отождествление: греч. Асклепий, рим. Эскулап | обожествлённый египетский архитектор и мудрец, живший во время Старого царства, почитался на протяжении всей истории Древнего Египта        | Саккара, где располагалась его гробница |                                                                                     | 1) первоначально — зачинатель традиций египетских мудрецов, величайший из них, обладавший магической силой 2) в эпоху Нового царства — бог врачевания и покровитель целителей 3) покровитель писцов и их ремесла                                    | сидящий писец с развёрнутым папирусом |
| Инмутеф | | |                                                                                     | | |
| Инпу — см. Анубис отождествление: греч. Гермес, Кронос, рим. Меркурий, Сатурн | | |                                                                                     | | |
| Инпут | | | погребальный культ                                                                  | женская ипостась или жена Анубиса | |
| Исдес | отождествлён с Анубисом | | погребальный культ                                                                  | один из богов Дуата | чёрный пёс |
| Исида отождествление: греч. Гера, Деметра, Ио, Персефона, Фетида, рим. Юнона, Церера, Прозерпина | общеегипетская богиня, почитавшаяся на протяжении всей истории Древнего Египта                                                              | • Гелиополь • Бусирис • Ахмим • Нехен • Дельта                                                                                             |                                                                                     | («Великая Девятка Иуну») богиня судьбы, повелительница жизни, охраняющая новорожденных и умерших, богиня магии и медицины | семья: дочь Геба и Нут, сестра Осириса, Сета и Нефтиды, супруга Осириса обличья: женщина (иногда крылатая), корова с головой женщины, соколица священные животные: корова, львица, скорпион, свинья атрибуты: коровьи рога, удерживающие солнечный диск, систр, уас, крест анкх |
| Иунит | местная второстепенная богиня | С Иунит отождествлялась Рат-тауи, центром культа которой был Гелиополь. Поэтому можно полагать, что Иунит также была связана с Гелиополем. |                                                                                     | богиня города Гермонт (егип. Иуни) | имела женский облик |
| Ихи | известен с Нового царства: второстепенный бог с местным культом                                                                             | Дендера |                                                                                     | бог музыки (по другой версии, бог именно систра) | 1) играющий на систре человек в трансе, 2) маленький ребёнок с пальцем у рта, «локоном юности» и систром; со звездой на голове 3) позже — львиноголовая мумия с пером Маат на голове и петлёй в руке.                                                                           |
| К | | |                                                                                     | | |
| Каихос — см. Ка-Кау | | |                                                                                     | | |
| Ка-КауКаихос | местное божество-бык | |                                                                                     | | |
| Каукет | с периода Старого царства: местная богиня, постепенно ставшая общеегипетской                                                                | • Гермополь Великий | космогоническое божество                                                            | абстрактная богиня-демиург, её мужская ипостась — Кук, вместе с ним отождествляла первоначало — «мрак» («Великая Восьмёрка») | женщина с головой змеи |
| Квебехсенуф | древнейшее второстепенное общеегипетское божество                                                                                           | | 1) астральное божество 2) погребальный культ (свита Осириса)                        | 1) первоначально один из богов-звёзд созвездия «Бедро коровы» 2) охранял и сопровождал умершего, участвовал в бальзамировании, соответствовал канопу, в который помещались кишки умершего 3) выражал одну из сущностей человека — сах («Дети Хора») | изображался с головой сокола |
| Кук | со Старого царства: местный бог, постепенно ставший общеегипетским                                                                          | • Гермополь Великий | космогоническое божество                                                            | абстрактный бог-демиург, его женская ипостась — Каукет, вместе с ней отождествлял первоначало — «мрак» («Великая Восьмёрка») | мужчина с головой лягушки |
| М | | |                                                                                     | | |
| Маат | с нач. периода Старого царства: местная богиня, постепенно ставшая общеегипетской                                                           | • некрополь Фив (Западные Фивы) | космогоническое божество + персонификация абстракции + погребальный культ           | 1) богиня мирового порядка и истины 2) играла большую роль в суде Осириса | изображалась женщиной, обычно сидящей с прижатыми к туловищу коленями, и со страусиным пером на голове атрибут: страусиное перо священное животное: пчела посвящённый материал: воск                                                                                            |
| Мафдет | с Раннего царства: второстепенная общеегипетская богиня                                                                                     | - Бубастис | 1) солярное божество и богиня-охранительница 2) погребальный культ                  | 1) солнечная богиня, охраняющая от змей и скорпионов 2) богиня справедливости и мщения врагам фараона 3) охраняет умерших и участвует в загробном суде                                                                                              | Изображалась мангустом, циветом, гепардом или женщиной с головой какого-либо из этих животных атрибуты: палка и нож |
| Меримутеф | Местный вариант бога Хнума. | - 11 ном Верхнего Египта, - Дандара | 1) космогоническое божество 2) погребальный культ                                   | 1) обозначал Осириса и мёртвых, 2) властитель души Ах | Изображался человеком с головой барана или сокола в двойной короне, как вариант Гора или Хнума. |
| Месхенет | | |                                                                                     | | |
| Мерт-сегер | Новое царство: местная богиня, имевшая однако существенную значимость ввиду связи со столицей                                               | - Эсна - Дейр-эль-Медина |                                                                                     | богиня-охранительница Фиванского некрополя, охраняла покой умерших на кладбищах, карая слепотой нечестивцев и разорителей могил | изображалась в виде львицы, змеи, женщины с головой змеи или змеи с головой женщины |
| Мер-УрМневис отождествления: Бухис, Ра являлся ипостасью: Ра | упоминается с Нового царства (с XVIII династии): местное божество-бык, культ возможно существовал и ранее                                   | • Гелиополь • Иераконполь |                                                                                     | 1) ба бога Ра и его оракул 2) ба города Иераконполя | чёрный бык с солнечным диском между рогов (иногда человек с бычьей головой) животное-воплощение: чёрный бык с особыми белыми отметинами |
| Мин отождествления: Амон, Себек, Хор, Ях, греч. Пан, рим. Фавн боги слияния культов: Мин-Амон Мин-Ра Мин-Ях | с Доисторического Египта: почитание во многих областях Египта (также в Нубии)                                                               | • Ахмим • Омбос • Коптос | итифаллическое божество                                                             | 1) бог плодородия (рождения урожая, размножения людей и скота) 2) бог торговли, караванов и восточной пустыни (позднее в Коптосе) | человек с фаллосом в состоянии эрекции, и одной рукой поднятой вверх, а другой держащей плеть, увенчан короной с двумя высокими перьями фетиш: латук и особый столб |
| Мневис — см. Мер-Ур | | |                                                                                     | | |
| Монту отождествления: Амон, Ра, Хор ипостаси: Монту Джерти Монту Иуни Монту Маду Монту Уасет боги слияния культов: Амон-Ра-Монту Монту-Ра-Харахути | со Старого царства: 4-е местных ипостаси одного бога                                                                                        | • Джерти • Гермонтис • Маду • Фивы |                                                                                     | бог войны | человек с головой сокола, увенчанный короной с двумя голубыми перьями и солнечным диском атрибут: копьё свящ. животное-воплощение: сокол |
| Монту отождествления: Амон, Ра, Хор ипостаси: Монту Джерти Монту Иуни Монту Маду Монту Уасет боги слияния культов: Амон-Ра-Монту Монту-Ра-Харахути | при XI династии (Среднее царство): верховный бог правящей династии второй переходный период: вытеснен Амоном (культ сохранился в Маду)      | • Фивы | государственный бог                                                                 | бог войны, короткий период глава пантеона | человек с головой сокола, увенчанный короной с двумя голубыми перьями и солнечным диском атрибут: копьё свящ. животное-воплощение: сокол |
| Мут | | |                                                                                     | | |
| Н | | |                                                                                     | | |
| Наунет отождествления: Мут | со Старого царства: местная богиня, постепенно ставшая общеегипетской                                                                       | • Гермополь Великий | космогоническое божество                                                            | абстрактная богиня-демиург, её мужская ипостась — Нун, вместе с ним отождествляла первоначало — «водную стихию» (богиня неба, по которому солнце плавает ночью, «Великая Восьмёрка»)                                                                | женщина с головой змеи |
| Небедж | | |                                                                                     | | |
| НебетхетНефтида отождествления: греч. Афродита, Ника, рим. Венера, Виктория | | • Гелиополь |                                                                                     | («Великая Девятка Иуну») | |
| Небтуи | | |                                                                                     | Покровительствовала городу Латополису. | |
| Нейт отождествления: греч. Афина, рим. Минерва | | • Саис • Мемфис • Файюм • Эсне |                                                                                     | первоначально мать богов (в том числе Ра), в облике коровы Ихет плававшая в Нуне, затем богиня-покровительница искусств (в частности ткачества), охоты и войны                                                                                      | |
| Немти — см. Анти отождествления: греч. Антей | | |                                                                                     | | |
| Непри | | |                                                                                     | бог зерна | |
| Нефертум | | •Мемфис |                                                                                     | бог растительности, исцеления, возрождения | семья: сын Птаха и Сехмет атрибуты: цветок лотоса, анх, уас |
| Неферхотеп | | |                                                                                     | | |
| Нефтида — см. Небетхет | | |                                                                                     | | |
| Нехбет | | |                                                                                     | богиня Верхнего Египта, покровительница власти фараона. | |
| Нехебкау | | |                                                                                     | бог-змееборец, кто в роли судьи определяет умершим в загробный мир. | |
| Ниау | известный со Старого царства: местный бог                                                                                                   | • Гермополь Великий | космогоническое божество                                                            | абстрактный бог-демиург, его женская ипостась — Ниаут, вместе с ней отождествлял стихийное первоначало — «отрицание», «ничто» («Великая Восьмёрка»)                                                                                                 | мужчина с головой лягушки |
| Ниаут | известная со Старого царства: местная богиня                                                                                                | • Гермополь Великий | космогоническое божество                                                            | абстрактная богиня-демиург, её мужская ипостась — Ниау, вместе с ним отождествляла стихийное первоначало — «отрицание», «ничто» («Великая Восьмёрка»)                                                                                               | женщина с головой змеи |
| Нун отождествления: Амон, Птах | со Старого царства: местный бог, постепенно ставший общеегипетским                                                                          | • Гермополь Великий | космогоническое божество                                                            | абстрактный бог-демиург, его женская ипостась — Наунет, вместе с ней отождествлял первоначало — «водную стихию» (бог первозданного океана, «Великая Восьмёрка»)                                                                                     | мужчина с головой лягушки (иногда в человеческом обличии) |
| Нут отождествления: Ихет, Мут, Таурт, Хатхор, греч. Рея | со Старого царства: местная богиня, постепенно ставшая общеегипетской                                                                       | • Гелиополь | космогоническое божество + погребальный культ                                       | 1) богиня неба (родившая солнце, звёзды и большинство богов) («Великая Девятка Иуну») 2) защитница и покровительница умерших (поднимает их на небо и охраняет в гробнице)                                                                           | женщина-небо, раскинувшаяся над землёй (иногда в виде коровы) свящ. животное-воплощение: корова |
| О | | |                                                                                     | | |
| Онурис — см. Анхур | | |                                                                                     | | |
| Осирис отождествления: Апис, Сокар, Ях, греч. Аид, Гелиос, Дионис, Посейдон, Серапис, Эрот, рим. Плутон, Соль, Бахус, Нептун, Амур боги слияния культов: Апис-Осирис Осирис-Ях Сокар-Осирис                                                                        | | • Гелиополь |                                                                                     | бог плодородия | семья: супруг и брат Исиды, отец Гора |
| П | | |                                                                                     | | |
| Птах отождествления: Амон, Атум, Нун, Осирис, Сокар, Татенен, греч. Гефест, рим. Вулкан боги слияния культов: Птах-Нун Птах-Сокар Птах-Сокар-Осирис Птах-Татенен                                                                                                   | | • Гелиополь |                                                                                     | 1)бог ремесла и искусства 2) истины и справедливости | семья: супруга Сехмет и сын Нефертум обличье: Изображали с посохом в плотно облегающих, белых длинных одеждах |
| Р | | |                                                                                     | | |
| Ра отождествления: Атум, Осирис, Тот, Хор, греч. Гелиос, рим. Соль боги слияния культов: Ра-Атум Ра-Осирис Ра-Тот Ра-Харахути | общеегипетский бог, главный бог египетского пантеона                                                                                        | • Гелиополь | космогоническое+солярное божество                                                   | Солнечный бог, бог всего сущего, владыка бесконечности | Обличье: изображался с головой сокола, увенчанной солнечным диском, бык Мневис, птица феникс, Бенну Символы: уас, амес, крест анх |
| Раттауи | | |                                                                                     | богиня солнца | |
| Рененутет | | |                                                                                     | | |
| Рути — см. Акер | | |                                                                                     | | |
| С | | |                                                                                     | | |
| Сатис | | |                                                                                     | | |
| СебекСухос | | |                                                                                     | бог рек и озёр, пресных вод и плодородия | мужчина с головой крокодила священное животное-воплощение: крокодил |
| Себектет | | |                                                                                     | | |
| Семат — см. Сехмет | | |                                                                                     | | |
| Серкет | | |                                                                                     | Богиня, покровительница мертвых | |
| СетжетСатис — см. Сатис | | |                                                                                     | | |
| Сетх отождествления: греч. Тифон | общеегипетский бог | • Гелиополь |                                                                                     | бог как и жестокой, так и справедливой войны, песчанных бурь, пустыни, защитник Египта. входит в Еннаеду («Великая Девятка Иуну»), символ фараона и королевской власти. до определенного периода считался злым богом                                | семья: супруг Нефтиды, брат Исиды и Осириса, дядя Гора обличья: мужчина с головой осла или шакала, пса (иногда змея, крокодила) атрибуты: крест анкх, посох |
| Сехмет отождествления: Шесемтет, западносемит. Астарта | | • Мемфис • Бубастис • Фивы (Египет) • Эсна • Леталополь • Карнак                                                                           |                                                                                     | богиня войны, зноя и жары, насылает и исцеляет болезни, «гневное око Ра», защитница фараона | семья: супруга Птаха, мать Нефертума обличья: женщина с головой львицы, кошка свящ. животное-воплощение: все кошачьи атрибуты: крест анкх, скипетр из папируса, урей (солнечный диск со змеёй)                                                                                  |
| Сешат | | • Саис • Мемфис • Гермополь • Фивы | персонификация абстракции                                                           | богиня письма, счёта и памяти, воплощённое хранилище опыта в сфере архитектуры | семья: сестра-близнец богини Мафдет, сестра или дочь Тота обличья: женщина в шкуре пантеры поверх рубашки, головной убор — семиконечная звезда, с калямом и палитрой в руках атрибуты: калям, палитра, семиконечная звезда (или цветок), обрамленная перевёрнутыми рогами.      |
| Сиа | | | персонификация абстракции                                                           | богиня олицетворение разума, познания и мудрости | |
| Сокар отождествления: Осирис боги слияния культов: Сокар-Осирис | | |                                                                                     | | |
| Сопду | | |                                                                                     | | |
| Т | | |                                                                                     | | |
| Татенен | | |                                                                                     | бог земли и времени | |
| Таурт | | |                                                                                     | | |
| Тефнут отождествления: Баст, Мент, Менхит, Мут, Сехмет, Уто, Хатхор, греч. Диоскуры ипостаси: Сешат Упес | | • Гелиополь | космогоническое божество                                                            | богиня влаги («Великая Девятка Иуну») | женщина с головой львицы (иногда в виде львицы) животное-воплощение: львица |
| Тот отождествления: Ях, греч. Гермес, рим. Меркурий боги слияния культов: Тот-Ях | Является одним из самых ранних египетских богов.                                                                                            | - Основным центром его почитания был Шмун, или Эшмунен (Гермополь Великий).                                                                | космогоническое божество                                                            | бог знаний, луны, покровитель библиотек, учёных, чиновников, государственного и мирового порядка | мужчина с головой ибиса |
| У | | |                                                                                     | | |
| | | |                                                                                     | | |
| Уаджет отождествления: греч. Афродита, рим. Венера | | |                                                                                     | | |
| Уаджит | | |                                                                                     | | Змея, обвивающая папирусный стебель, или коршун с головой змеи |
| Унут | | |                                                                                     | | |
| Упес | | |                                                                                     | | |
| УпуаутОфоис | | |                                                                                     | | |
| Х | | |                                                                                     | | |
| Хапи отождествления: Амон, греч. Нил боги слияния культов: Амон-Хапи | | • Гебель эс-Сильсила • Элефантина | космогоническое божество                                                            | бог реки Нил, податель влаги и урожая | жирный человек с большим животом и женской грудью, на голове тиара из папируса, в руках сосуды с водой (иногда встречается двойное изображение) атрибуты: лотос и папирус |
| Хапи (сын Хора) | древнейшее второстепенное общеегипетское божество                                                                                           | • Буто | 1) астральное божество 2)погребальный культ (свита Осириса)                         | 1) первоначально один из богов-звёзд созвездия «Бедро коровы» 2) охранял и сопровождал умершего, участвовал в бальзамировании 3) выражал одну из сущностей человека — сердце («Дети Хора»)                                                          | соответствовал канопу с головой павиана, в который помещались лёгкие умершего |
| Хатор отождествления: греч.Афродита, рим. Венера | | • Дандарах • Фивы |                                                                                     | хозяйка недр, богиня плодородия, покровительница женщин и ро́дов | семья: дочь Ра и Нут, супруга Гора обличья: женщина, иногда с головой коровы, корова, увенчанная солнечным диском свящ. животное: корова, свинья атрибуты: менат, солнечный диск между коровьих рогов, крест анкх                                                               |
| Хатхор — см. Хатор | | |                                                                                     | | |
| Хаухет | со Старого царства — местная богиня, постепенно ставшая общеегипетской                                                                      | • Гермополь Великий | космогоническое божество                                                            | абстрактная богиня-демиург, её мужская ипостась — Хех, вместе с ним отождествляла стихийное первоначало — «бесконечность в пространстве» («Великая Восьмёрка»)                                                                                      | женщина с головой змеи (иногда в человеческом обличии) |
| Хека | | |                                                                                     | | |
| Хекет | | |                                                                                     | | |
| Хентиаменти | | |                                                                                     | | |
| ХепАпис отождествления: Атум, Осирис, Птах, Ра, греч. Серапис, Эпаф боги слияния культов: Апис-Атум Апис-Осирис Серапис | Древнее царство (II династия): местное божество-бык, постепенно его культ стал общеегипетским. в эллинистический период: замещён Сераписом. | • Мемфис |                                                                                     | 1) первоначально ба Птаха и его оракул 2) ба Ра 3) бог плодородия и ка Осириса | бык с солнечным диском между рогов (в поздний период иногда изображался бегущий с мумией на спине) животное-воплощение: чёрный бык с особыми белыми отметинами. |
| Хепри | общеегипетское существо | | погребальный культ                                                                  | | скарабей |
| ХеришефХарсафес отождествления: греч. Геракл, рим.Геркулес | | |                                                                                     | | |
| Хесат | | |                                                                                     | Ей было предписано обеспечивать человечество молоком (которое называлось «пиво Хесат»), а именно вскармливать фараона и нескольких древнеегипетских священных быков.                                                                                | |
| Хех | со Старого царства: местный бог, постепенно ставший общеегипетским                                                                          | • Гермополь Великий | космогоническое божество                                                            | абстрактный бог-демиург, его женская ипостась — Хаухет, вместе с ней отождествляла стихийное первоначало — «бесконечность в пространстве» («Великая Восьмёрка»)                                                                                     | мужчина с головой лягушки (иногда в человеческом обличии) |
| Хнум боги слияния культов: Хнум-Ра | | • Гермополь • Фивы (Египет) • Эдфу • Элефантина • Летополь                                                                                 |                                                                                     | бог творения, воды, вечернего солнца, возрождения и плодородия, создатель людей и владыка опасных Нильских порогов. | семья: сын Нуна, супруг Сатис или Нейт, отец Хека и Анукет обличья: человек с головой барана со спирально закрученными рогами свящ. животное: баран атрибуты: анкх, уас, гончарный круг                                                                                         |
| Хонсу отождествления: Ях, греч. Геракл, рим.Геркулес боги слияния культов: Хонсу-Ях | | |                                                                                     | | |
| Хор отождествления: греч. Аполлон, Геракл, Орион, рим.Геркулес боги слияния культов: Хонсу-Ях | | весь Египет и Нубия |                                                                                     | бог неба, царской власти, покровитель армий, его воплощением на земле считали фараона | семья: сын Осириса и Исиды, супруг Хатор обличья: человек с головой сокола, легионер, сидящий сокол свящ. животное: сокол атрибуты: пшент, атеф, анкх, уас |
| Ху отождествления: «слово» Птаха | со Старого царства: начало распространения культа                                                                                           | | персонификация абстракции                                                           | олицетворение божественного и творческого слова | |
| Ш | | |                                                                                     | | |
| ШаиПсаис | | | этиологическое божество                                                             | 1) бог виноградной лозы, связан с представлениями о богатстве и изобилии 2) позже божество судьбы, определяющее срок человеческой жизни | |
| Шезметет отождествления: Сехмет | Старое царство: местная богиня (также почиталась в стране Пунт), замещена Сехмет                                                            | • Элефантина |                                                                                     | | в виде львицы атрибут: минерал «шесемт» животное-воплощение: львица |
| Шесему | | | этиологическое божество, погребальный культ                                         | 1) бог виноделия и приготовления масел для притираний, бальзамирования 2) охранял мумию от повреждений и наказывал грешников | атрибут: пресс для виноделия |
| Шу отождествления: Анхур, греч. Диоскуры | местный бог, постепенно ставший общеегипетским                                                                                              | • Гелиополь • Эш-Шатб | космогоническое божество                                                            | бог воздуха, разделяющий небо и землю («Великая Девятка Иуну») | человек, обычно стоящий на одном колене, с поднятыми руками, которыми он поддерживает небо |
| Я | | |                                                                                     | | |
| Ях отождествления: Мин, Осирис, Тот, Хонсу боги слияния культов: Мин-Ях Осирис-Ях Тот-Ях Хонсу-Ях | | • Фивы | лунарное божество                                                                   | бог Луны | человек, увенчанный лунным символом — диском и серпом Луны |

## Ипостаси главных богов
| Имя, мифология заимствования, отождествления                  | Время и место почитания | Центры культа                      | Категория | Функции | Описание, животное, атрибут |
|                                                               |                         |                                    |           |         |                             |
| А                                                             |                         |                                    |           |         |                             |
| ипостаси Амона Амон Фиванский Амон Напатский Амон Ливийский   | Египет Нубия Ливия      | • Фивы • Напата • Аммоний          |           |         |                             |
| М                                                             |                         |                                    |           |         |                             |
| ипостаси Монту Монту Джерти Монту Иуни Монту Маду Монту Уасет |                         | • Джерти • Гермонтис • Маду • Фивы |           |         |                             |
| Т                                                             |                         |                                    |           |         |                             |
| ипостаси Тефнут Сешат Упес                                    |                         |                                    |           |         |                             |

## Боги слияния культов
| Имя                   | Слияние культов богов | Время почитания                                   | Центры культа |
|                       |                       |                                                   |               |
| А                     |                       |                                                   |               |
| Амон-Ра               | Амон + Ра             | с VI династии (Старое царство)                    |               |
| Амон-Ра-Монту         | Амон + Ра + Монту     | во время правления XII династии (Среднее царство) |               |
| Амон-Ра-Харахути      | Амон + Ра + Хор       | с периода Нового царства                          |               |
| Амон-Хапи             | Амон + Хапи           | с периода Нового царства                          |               |
| Апис-Атум (Атум-Апис) | ХепАпис + Атум        |                                                   |               |
| Апис-Осирис           | ХепАпис + Осирис      |                                                   |               |
| Атум-Ра               | Атум + Ра             |                                                   |               |
| Атум-Хепри            | Атум + Хепри          |                                                   |               |
| М                     |                       |                                                   |               |
| Мин-Амон              | Мин + Амон            | в период Среднего царства (возможно ранее)        |               |
| Мин-Ра                | Мин + Ра              |                                                   |               |
| Монту-Ра-Харахути     | Монту + Ра + Хор      | в период Среднего царства                         |               |
| Мин-Ях                | Мин + Ях              | в период Среднего царства                         | • Омбос       |
| О                     |                       |                                                   |               |
| Осирис-Ях             | Осирис + Ях           |                                                   |               |
| П                     |                       |                                                   |               |
| Птах-Нун              | Птах + Нун            |                                                   |               |
| Птах-Сокар            | Птах + Сокар          |                                                   |               |
| Птах-Сокар-Осирис     | Птах + Сокар + Осирис |                                                   |               |
| Птах-Татенен          | Птах + Татенен        |                                                   |               |
| Р                     |                       |                                                   |               |
| Ра-Атум               | Ра + Атум             |                                                   |               |
| Ра-Осирис             | Ра + Осирис           |                                                   |               |
| Ра-Тот                | Ра + Тот              |                                                   |               |
| Ра-Харахути           | Ра + Хор              |                                                   |               |
| С                     |                       |                                                   |               |
| Серапис               | Осирис + ХепАпис      | греко-римский период                              | Александрия   |
| Т                     |                       |                                                   |               |
| Тот-Ях                | Тот + Ях              |                                                   |               |
| Х                     |                       |                                                   |               |
| Хатор-Сехмет          | Хатор + Сехмет        |                                                   |               |
| Херуифи               | Хор + Сет             |                                                   |               |
| Хнум-Ра               | Хнум + Ра             |                                                   |               |
| Хонсу-Ях              | Хонсу + Ях            |                                                   |               |

## Заимствованные боги
| Имя, мифология заимствования, отождествления                                                                                           | Время и место почитания                                                                              | Центры культа                                                                                        | Категория                                                                                            | Функции | Описание, животное, атрибут |
| | | | | | |
| А | | | | | |
| Анат западносемитская богиня отождествления: греч. Афина                                                                               | Египет, Кипр, Палестина                                                                              | | | дева-воительница, богиня охоты и битвы, владычица зверей и птиц | дева с двумя парами крыльев (одна опущена, одна поднята), иногда с рогами, растущими из лба, и солнечным диском между ними, иногда кормящей двух детей |
| Астарта западносемитская богиня отождествления: западносемит. Астар, ассир.-вавилон. Иштар, египет. Сехмет, греч. Афродита, рим. Юнона | Египет, Карфаген, Кипр, Палестина                                                                    | | астральное божество                                                                                  | олицетворение планеты Венеры, дева-воительница, богиня любви и плодородия, целительница в Древнем Египте: богиня сражений, владычица коней и колесниц, вероятно связана с водной стихией | иногда в виде нагой всадницы, стреляющей из лука |
| И | | | | | |
| Иштар ассир.-вавилон. богиня | в египетском пантеоне считалась той же богиней, что и Астарта                                        | в египетском пантеоне считалась той же богиней, что и Астарта                                        | в египетском пантеоне считалась той же богиней, что и Астарта                                        | в египетском пантеоне считалась той же богиней, что и Астарта | в египетском пантеоне считалась той же богиней, что и Астарта                                                                                          |
| Р | | | | | |
| Решеф ханаан. бог | в египетском пантеоне по-видимому был связан с Монту, и в бою считался божеством-защитником фараонов | в египетском пантеоне по-видимому был связан с Монту, и в бою считался божеством-защитником фараонов | в египетском пантеоне по-видимому был связан с Монту, и в бою считался божеством-защитником фараонов | в египетском пантеоне по-видимому был связан с Монту, и в бою считался божеством-защитником фараонов                                                                                     | в египетском пантеоне по-видимому был связан с Монту, и в бою считался божеством-защитником фараонов                                                   |

## Соответствие с греко-римскими богами
Древние греки столкнулись с египетской религией в VI—V вв. до н. э., в этот период начинали развиваться торговые контакты в восточном Средиземноморье, эллины нанимались на службу к фараонам и основывали свои первые поселения в дельте Нила. Завоевание Египта Александром Македонским и основание Александрии (Эллинистический Египет) привело к некоторому слиянию и значительному взаимопроникновению двух мифологических систем. Осваивая верования египтян, греки пытались адаптировать египетскую картину мира в соответствии со своим мировоззрением, они придавали их мифам свою окраску и отождествляли многих египетских божеств со своими богами. По окончании эпохи эллинизма и установления господства Рима (Римский Египет), сложившаяся в Египте религиозная система не претерпела изменений, а процессы синкретизма греческой (а вместе с ней римской) и египетской религии продолжались наряду с параллельным развитием традиционных верований древних египтян.
Таблица соответствия согласно И. В. Раку и другим источникам:
| Египетское божество | Античный вариант имени | Соответствие в греческом пантеоне            | Соответствие в римском пантеоне  |
|                     |                        |                                              |                                  |
| А                   |                        |                                              |                                  |
| Амон                | Аммон                  | Зевс, Серапис                                | Юпитер                           |
| Анхур               | Онурис                 | Аполлон, Арес                                | Марс                             |
| Б                   |                        |                                              |                                  |
| Банебджедет         | Мендес                 | Пан                                          | Фавн                             |
| Бастет              |                        | Артемида, Афродита                           | Диана, Венера                    |
| Бенну               |                        | Феникс                                       |                                  |
| Г                   |                        |                                              |                                  |
| Геб                 |                        | Кронос                                       | Сатурн                           |
| И                   |                        |                                              |                                  |
| Имхотеп             |                        | Асклепий                                     | Эскулап                          |
| Инпу                | Анубис                 | Гермес, Кронос                               | Меркурий, Сатурн                 |
| Исет                | Исида                  | Гера, Деметра, Ио, Персефона, Фетида         | Юнона, Церера, Прозерпина        |
| М                   |                        |                                              |                                  |
| Мин                 |                        | Пан                                          | Фавн                             |
| Н                   |                        |                                              |                                  |
| Небетхет            | Нефтида                | Афродита, Ника                               | Венера, Виктория                 |
| Нейт                |                        | Афина                                        | Минерва                          |
| Немти               |                        | Антей                                        |                                  |
| Нут                 |                        | Рея                                          |                                  |
| О                   |                        |                                              |                                  |
| Усир                | Осирис                 | Аид, Гелиос, Дионис, Посейдон, Серапис, Эрот | Плутон, Сол, Бахус, Нептун, Амур |
| Упуаут              | Офоис                  | Македон, Арес                                | Марс                             |
| П                   |                        |                                              |                                  |
| Птах                | Фта                    | Гефест                                       | Вулкан                           |
| Р                   |                        |                                              |                                  |
| Ра                  |                        | Гелиос                                       | Сол                              |
| С                   |                        |                                              |                                  |
| Сутех               | Сетос                  | Тифон                                        |                                  |
| Т                   |                        |                                              |                                  |
| Тефнут              |                        |                                              |                                  |
| Джехути             | Тоутис                 | Гермес                                       | Меркурий                         |
| У                   |                        |                                              |                                  |
| Уаджет              | Уто                    | Афродита                                     | Венера                           |
| Х                   |                        |                                              |                                  |
| Хапи                |                        | Нил                                          |                                  |
| Хатор               |                        | Афродита                                     | Венера                           |
| Хеп                 | Апис                   | Серапис, Эпаф                                |                                  |
| Херишеф             | Харсафес               | Геракл, Дионис (у Плутарха)                  | Геркулес                         |
| Хонсу               |                        | Геракл                                       | Геркулес                         |
| Хор                 |                        | Геракл, Орион                                | Геркулес                         |
| Хорур               | Haroeris               | Аполлон                                      |                                  |
| Ш                   |                        |                                              |                                  |
| Шу                  | Сосис                  | Агатодемон                                   |                                  |

## Оригинальные написания имён
|                                             |
| Список по алфавиту: А Б Г Д К М Н С Т Х Ш Я |

| R13 |

| R13 |

| M17 | Y5 · N35 |

| M17 | Y5 · N35 |

| M17 | Y5 · N35 | G7 |

| M17 | Y5 · N35 | G7 |

| M17 | Y5 · N35 | G5 |

| M17 | Y5 · N35 | G5 |

| M17 | Y5 · N35 | A40 |

| M17 | Y5 · N35 | A40 |

| M17 | Y5 · N35 | M17 | M17 |

| M17 | Y5 · N35 | M17 | M17 |

| M17 | Y5 · N35 | M17 | A40 |

| M17 | Y5 · N35 | M17 | A40 |

| M17 | Y5 · N35 | N5 · Z1 |

| M17 | Y5 · N35 | N5 · Z1 |

| R13 |

| R13 |

| M17 | Y5 · N35 | N5 · Z1 |

| M17 | Y5 · N35 | N5 · Z1 |

| M17 | Y5 · N35 · N5 · Z1 |

| M17 | Y5 · N35 · N5 · Z1 |

| M17 | Y5 · N35 | N5 · Z1 | A40 |

| M17 | Y5 · N35 | N5 · Z1 | A40 |

| M17 | Y5 · N35 | D21 · a |

| M17 | Y5 · N35 | D21 · a |

| M17 | Y5 · N35 | C1 |

| M17 | Y5 · N35 | C1 |

| M17 | Y5 · N35 | C1 |

| M17 | Y5 · N35 | C1 |

| M17 | Y5 · N35 | C1 |

| M17 | Y5 · N35 | C1 |

| M17 | Y5 · N35 | C1 |

| M17 | Y5 · N35 | C1 |

| M17 | Y5 · N35 | N5 · Z1 | C1 |

| M17 | Y5 · N35 | N5 · Z1 | C1 |

| i | m | s | ti |

| i | m | s | ti |

| Aa13 · O34 | U33 | M17 |

| Aa13 · O34 | U33 | M17 |

| X1 · U15 |

| X1 · U15 |

| X1 · D38 | A40 |

| X1 · D38 | A40 |

| X1 · U15 | M17 | Y5 · N35 |

| X1 · U15 | M17 | Y5 · N35 |

| W15 | T22 | Z2 · I9 |

| W15 | T22 | Z2 · I9 |

| W15 | T22 | T22 | T22 | I9 |

| W15 | T22 | T22 | T22 | I9 |

| R23 · R12 | A40 |

| R23 · R12 | A40 |

| R23 · R12 | A40 | M17 | Y5 · N35 |

| R23 · R12 | A40 | M17 | Y5 · N35 |

| N35 · N35 | W24 · W24 · W24 | G43 |

| N35 · N35 | W24 · W24 · W24 | G43 |

| W24 · W24 · W24 · N1 | N35A |

| W24 · W24 · W24 · N1 | N35A |

| W24 · W24 · W24 · N1 | A40 |

| W24 · W24 · W24 · N1 | A40 |

| W24 · W24 · W24 |

| W24 · W24 · W24 |

| C11 |

| C11 |

| V28 | V28 | G43 | A40 |

| V28 | V28 | G43 | A40 |

| H | H | t | w | B1 |

| H | H | t | w | B1 |

| H | D54 | H | X1 · H8 | B1 |

| H | D54 | H | X1 · H8 | B1 |

| M8 | G1 | M17 | M17 | A40 |

| M8 | G1 | M17 | M17 | A40 |

| P6 | D23 | P6 | X1 · X1 |

| P6 | D23 | P6 | X1 · X1 |

| N37 · O34 | G17 | G43 | A40 |

| N37 · O34 | G17 | G43 | A40 |

| N37 | H6 | G43 |

| N37 | H6 | G43 |

| M17 | D36 | V28 | N11 |

| M17 | D36 | V28 | N11 |

| M17 | D36 | V28 | N11 · N5 | A40 |

| M17 | D36 | V28 | N11 · N5 | A40 |

| M17 | D36 | V28 | N12 · A40 |

| M17 | D36 | V28 | N12 · A40 |

| M27 | V28 | N12 | R8 |

| M27 | V28 | N12 | R8 |